# Al-Shaḥīl
Al-Shaḥīl (in arabo الشحيل‎?) è un villaggio siriano  di 14 005 persone vicino Deir ez-Zor, da cui dista 45 km., mentre da al-Mayādīn è distante appena 10 km. e 95 km. da Abū Kamāl (in lingua araba al-Būkamāl).
A est scorre il fiume Eufrate, dove esso confluisce nel fiume Khabur.
Villaggio a vocazione agricola, vi si coltivano grano, cotone, mais e verdure, oltre a vari tipi di frutti.